# Cmentarz parafialny w Zielonce (powiat wołomiński)
Cmentarz w Zielonce lub cmentarz parafialny w Zielonce; właściwie cmentarz parafii Matki Bożej Częstochowskiej w Zielonce – cmentarz rzymskokatolicki w mieście Zielonka w powiecie wołomińskim, w województwie mazowieckim.
Cmentarz powstał w 1939 roku i od 1985 roku ujęty jest w Gminnej Ewidencji Zabytków (L:6089; ID:106089). Strona parafii podaje natomiast, że cmentarz powstał po II wojnie światowej gdy proboszczem miejscowej parafii był ks. Zygmunt Abramski, który funkcję tę sprawował w latach 1947–1975. Cmentarzem administruje parafia Matki Bożej Częstochowskiej w Zielonce.
Na cmentarzu znajduje się między innymi mogiła Nieznanych Żołnierzy Wojska Polskiego poległych we wrześniu 1939. 

## Znane osoby pochowane na cmentarzu
- Ryszard Bielański pseud. „Rom” (1922–2016) – polski działacz konspiracji w czasie okupacji niemieckiej, uczestnik powstania warszawskiego, autor wspomnień[5][6]
- Andrzej Całczyński (1935–2016) – polski ekonomista specjalizujący się w badaniach operacyjnych[7]
- Maciej Gutowski (1931–1998) – polski historyk sztuki[8]
- Adam Krukowski (1946–2019) – polski duchowny rzymskokatolicki, ksiądz prałat, proboszcz parafii Katedralnej św. Michała Archanioła i św. Floriana w Warszawie (1996–2009) i parafii św. Jerzego w Zielonce (2009–2019)[9]
- Marek Wysocki (1956–2017) – polski aktor i kompozytor[10]
- Albin Żyto (1924–2013) – polski dowódca wojskowy, generał brygady Sił Zbrojnych PRL, wieloletni zastępca Szefa Głównego Zarządu Politycznego WP[11]

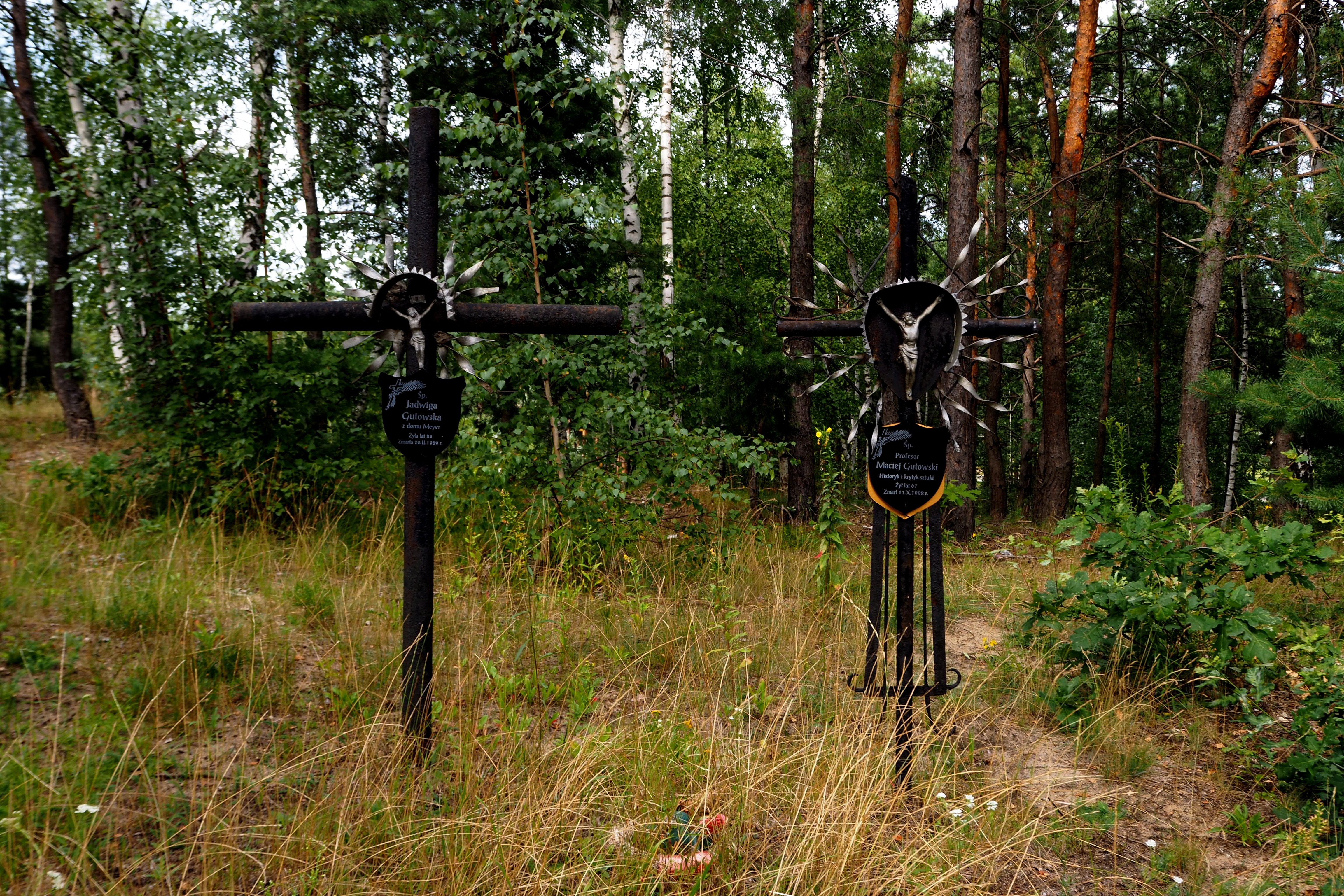
Grób historyka sztuki Macieja Gutowskiego na cmentarzu parafialnym w Zielonce
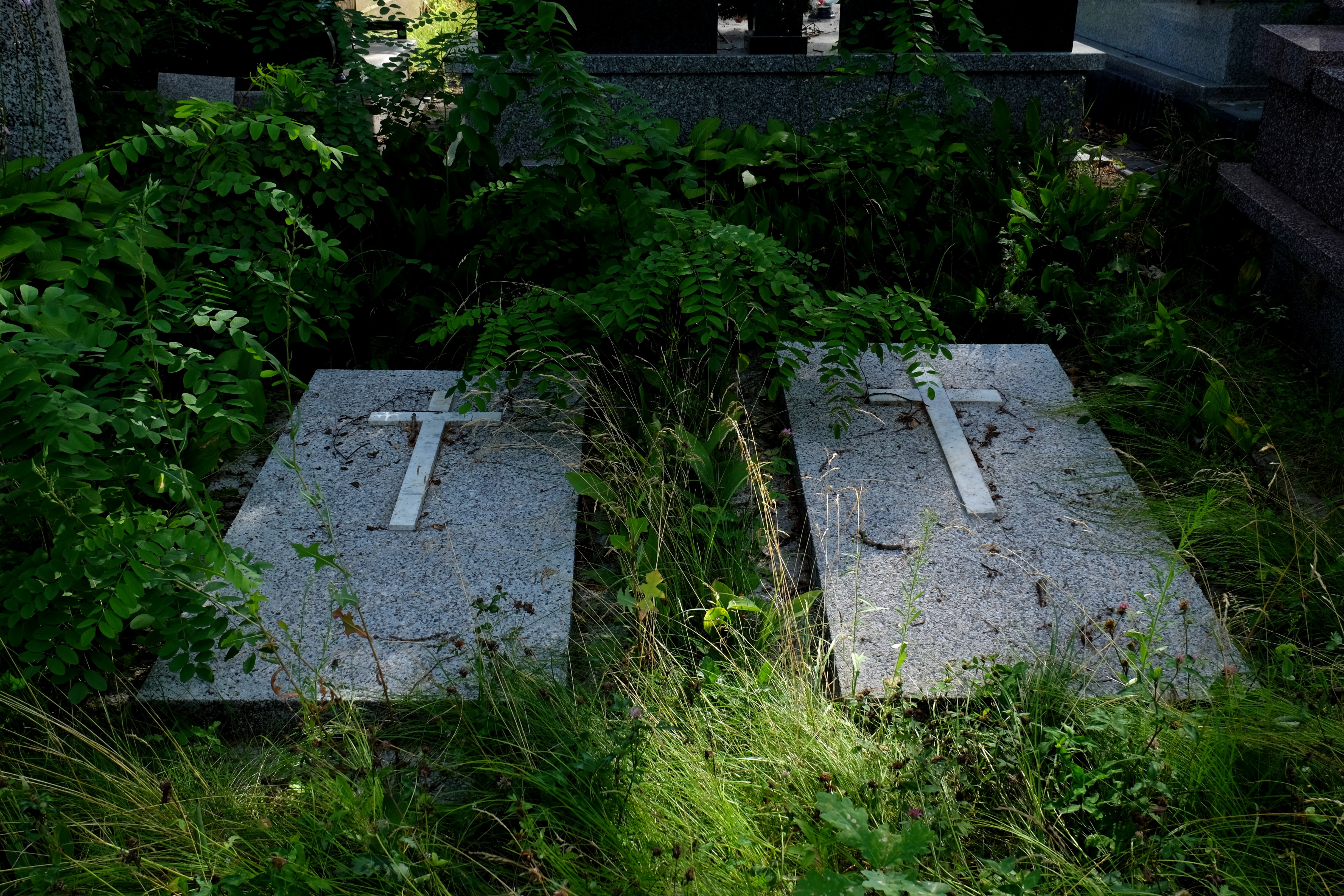
Grób inż. Romana Podoskiego na cmentarzu parafialnym w Zielonce
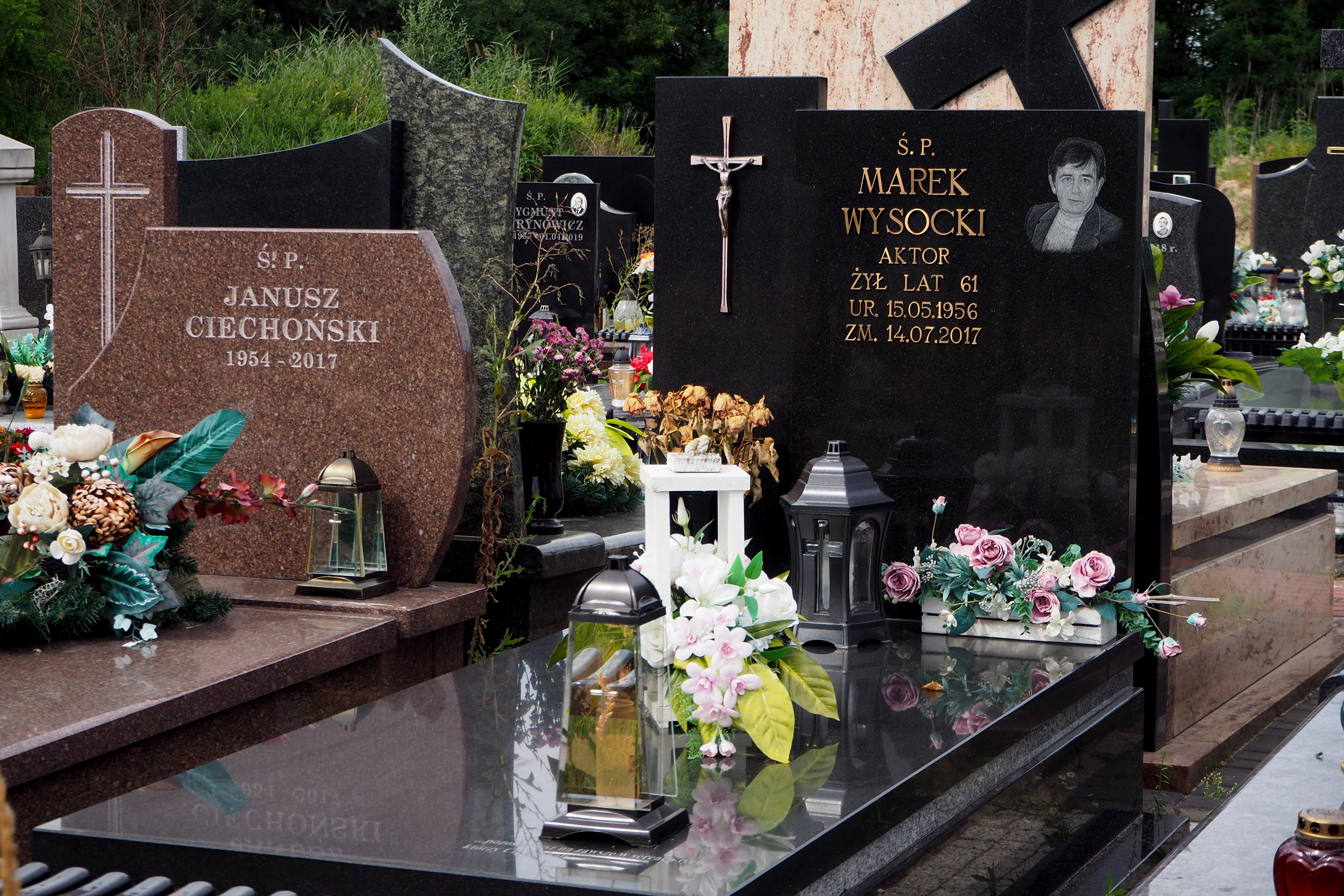
Grób aktora Marka Wysockiego na cmentarzu parafialnym w Zielonce
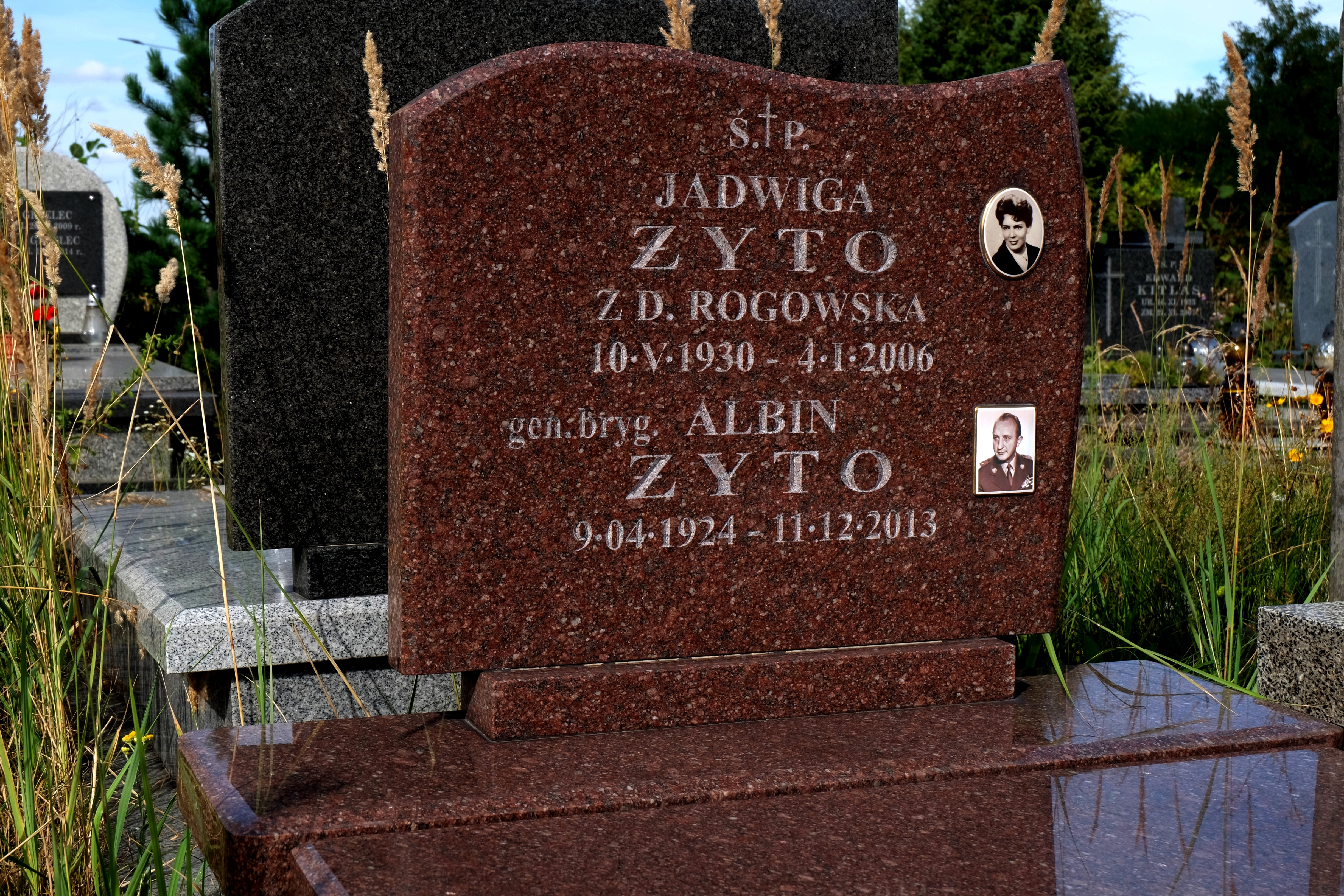
Grób gen. Albina Żyto na cmentarzu parafialnym w Zielonce
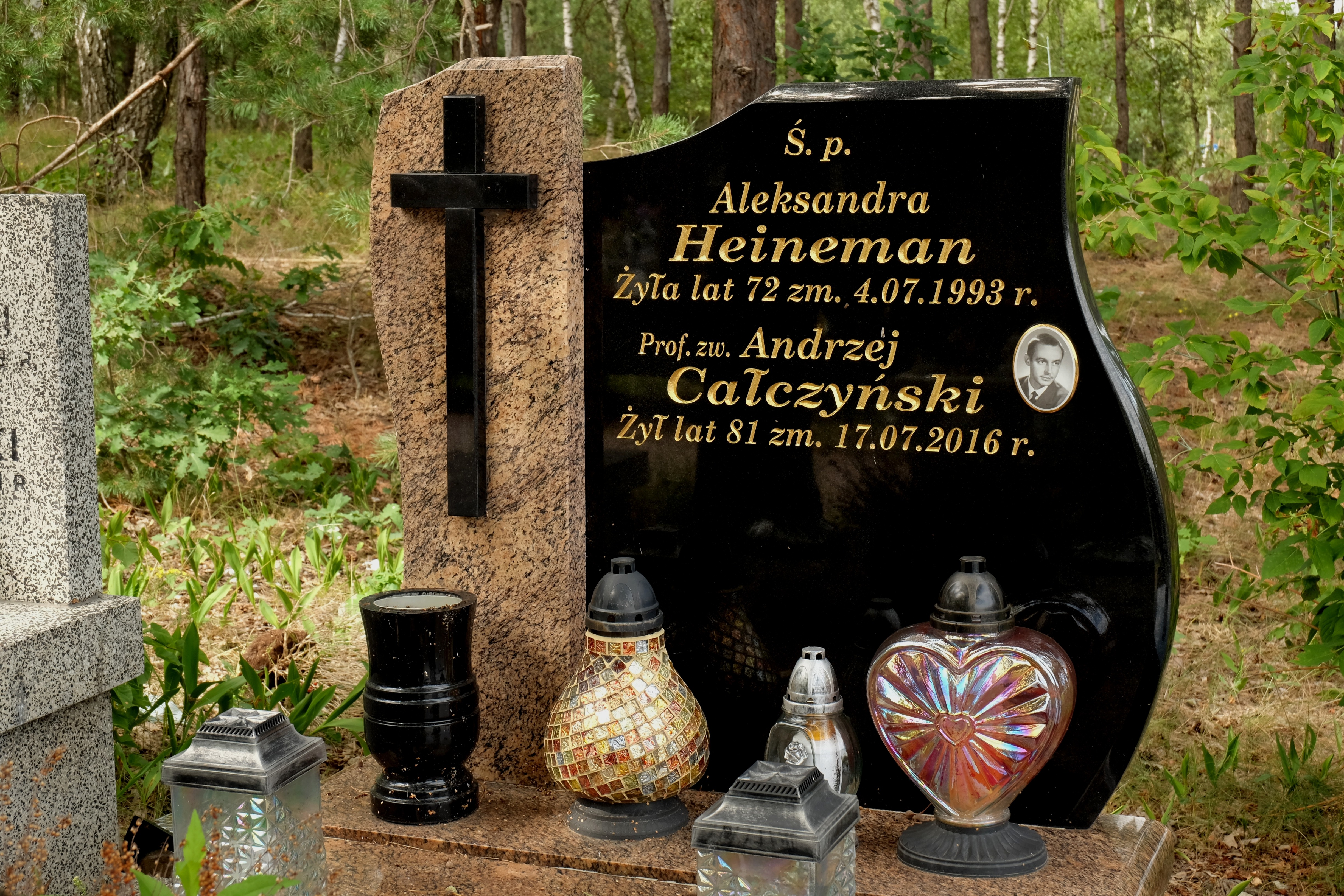
Grób ekonomisty Andrzeja Całczyńskiego na cmentarzu parafialnym w Zielonce